# Croissy-Beaubourg
Croissy-Beaubourg es una comuna francesa del departamento de Sena y Marne, en la  región de Isla de Francia.

## Geografía
Croissy-Beaubourg pertenece al cantón y al distrito de Torcy. El municipio comprende 1100 hectáreas entre las que están 600 hectáreas de macizo arbolado.

### Municipios limítrofes
Los municipios limítrofes son: 
Émerainville, Noisiel, Lognes, Torcy, Collégien, Roissy-en-Brie

### Carreteras
La ciudad es servida por la línea de autobús 421 hacia la Estación Émerainville - Pontault-Combault (RER E), por un lado, y la dirección de la estación de Vaires - Torcy a través de la estación de Torcy RSP (RER A) en el otro.
La zona industrial está servida por la línea de autobús 321.

## Demografía
| 201                       | 193 | 274 | 259 | 259 | 267 | 282 | 265 | 282 | 277 | 270 | 281 | 277 | 247 | 233 | 244 | 252 | 260 | 242 | 260 | 241 | 260 | 273 | 306 | 227 | 161 | 190 | 217 | 231 | 957 | 1 555 | 2 396 | 2 236 | 2 077 | 1 996 |
| (Fuente: INSEE y Cassini) |     |     |     |     |     |     |     |     |     |     |     |     |     |     |     |     |     |     |     |     |     |     |     |     |     |     |     |     |     |       |       |       |       |       |